# Маррей, Энди
Сэр Эндрю Бэррон (Энди) Маррей (англ. Andrew Barron (Andy) Murray, род. 15 мая 1987 года в Глазго, Великобритания) — британский профессиональный теннисист, бывшая первая ракетка мира в одиночном разряде; единственный в истории двукратный олимпийский чемпион в мужском одиночном разряде. Рыцарь-бакалавр (2016) и офицер ордена Британской империи (OBE, 2012).
Первый британец в Открытую эру, выигравший турнир Большого шлема в мужском одиночном разряде (Открытый чемпионат США 2012). Первый с 1936 года британский теннисист, выигравший Уимблдонский турнир в мужском одиночном разряде (2013 и 2016). Всего за карьеру 11 раз играл в финалах турниров Большого шлема (как минимум по разу на каждом из турниров) и одержал три победы. Победитель 49 турниров ATP (из них 46 в одиночном разряде).

## Общая информация
Энди начал играть в теннис в трехлетнем возрасте. Мать Джуди — теннисный тренер, Отец Уильям — менеджер. Старший брат Энди Джейми Маррей — тоже профессиональный теннисист. Джейми — специалист парной игры, был первой ракеткой мира в парном разряде, выигрывал турниры Большого шлема в мужском парном разряде и миксте, на турнирах ATP одержал за карьеру более 20 побед, в том числе два титула выиграл вместе с Энди.
Дед Маррея по материнской линии был профессиональным футболистом и выступал за резервный состав шотландского «Хиберниана» и основной состав «Стерлинг Альбион». Неудивительно, что Энди является поклонником «Хиберниана». Кроме того, Энди под воздействием капитана сборной Великобритании в Кубке Дэвиса Джона Ллойда стал поддерживать и английский клуб «Вулверхэмптон Уондерерс», в футболке которого его неоднократно видели.
Своим кумиром в теннисе Энди называет Андре Агасси. Маррей нередко подчёркивает, что он в первую очередь шотландец, а уже потом британец.
В 2021 году Маррей после операции с имплантом в бедре получил прозвище «Железный человек».
Данблейнская трагедия
В детстве Энди посещал начальную школу в Данблейне и в марте 1996 года в 8-летнем возрасте пережил там «Данблейнскую бойню», в ходе которой бывший руководитель скаутов этой школы Томас Гамильтон убил 16 детей и одну учительницу, а затем застрелился сам. Маррей в это время находился в своём классе и не пострадал. Энди говорит, что был в то время слишком мал и не понял сути происшедшего. В автобиографии Hitting back Энди писал о том, что посещал группу скаутов, которую вёл Гамильтон до своего увольнения из школы.
Личная жизнь
11 апреля 2015 года в Данблейнском соборе Маррей женился на Ким Сирс, с которой встречался 10 лет. У супругов четверо детей — дочь София Оливия Маррей (род. 7 февраля 2016), дочь Иди Маррей (род. ноябрь 2017), сын Тедди Бэррон Маррей (род. октябрь 2019) и дочь, чьё имя неизвестно (род. март 2021).
Инвентарь
Одежда, обувь — «Under Armour». Ракетка — HEAD Youtek Radical Pro.
Стиль игры
По словам знаменитого тренера Пола Аннакона Маррей — возможно, лучший контратакующий игрок в мире. В феврале 2008 года на соревновании в Дубае Маррей обыграл Федерера — первую на тот момент ракетку мира, однако вместо похвалы от соперника получил критику в свой адрес. Федерер на послематчевой пресс-конференции осудил оппонента за слишком оборонительный стиль игры. Однако уровень игры Маррея с тех пор заметно вырос британец набрал мышечную массу, усилил подачу. Маррей — отличный тактик, который знает, как анализировать игру своих оппонентов и находить их слабые стороны. Он строит свою тактику в соответствие с игрой соперника, покрытием корта и погодными условиями. Его игру часто сравнивают с стилем словака Милослава Мечиржа, который находясь в хорошей форме часто нестандартными и остроумными комбинациями играл с соперниками, словно кошка с мышью. Маррей настолько правильно и позиционально передвигается по корту, что часто создается впечатление, будто соперники специально не бьют навылет, а вешают мяч «на нос» сопернику. Маррей также очень хорош на приеме подачи, благодаря отличной реакции и длинным рукам, даже высокие и сильные игроки вроде Иво Карловича и Милоша Раонича редко «пробивают» британца эйсом. В начале карьеры Маррей любил отходить на приеме очень глубоко за заднюю линию, в соответствии со своим защитным стилем игры. После он действует на приеме агрессивнее, но все же, по мнению многих, недостаточно агрессивно. Прием слева у него гораздо опаснее, чем справа. Маррей очень терпелив и вынослив и может подолгу держать мяч в игре, а его свечу Тим Хенмен назвал лучшей в мире наравне с Ллейтоном Хьюиттом. Предпочитает быстрые покрытия.

## Спортивная карьера

### Начало карьеры
Ранние годы
В 12 лет в 1999 году выигрывает на престижном юниорском турнире Orange Bowl в своей возрастной категории. В 15 лет отправляется в Барселону для дальнейшего развития в теннисе. В Испании он тренировался в основном на грунтовых кортах, его тренировал Эмилио Санчес. В 2003 году в возрасте 16 лет начал выступления на турнирах серии «фьючерс» и «челленджер». В сентябре того же года выигрывает первый «фьючерс». Ещё четыре турнира этой серии он выигрывает в следующем 2004 году. В этом же сезоне в возрасте 17 лет выиграл открытый чемпионат США в одиночном разряде среди юниоров, победив в финале украинца Сергея Стаховского 6-4 6-2.
2005 год: Первый финал протура и топ-70 в рейтинге
В апреле Маррей дебютирует в соревнованиях ATP-тура. Получив специальное приглашение от организаторов, он сыграл на турнире в Барселоне, где в первом раунде уступает Яну Герных. Также специальное приглашение от организаторов Энди получил в июне на турнир в Лондоне. На этом турнире ему удается дойти до третьего раунда, обыграв в первых двух Сантьяго Вентуру и Тэйлора Дента. В этом же месяце состоялся его дебют Уимблдонском турнире. На нём ему удалось добраться до третьего раунда, обыграв швейцарца Жоржа Бастла и чеха Радека Штепанека. В матче третьего раунда в пятисетовом противостоянии Энди уступает Давиду Налбандяну — 7-6(4), 6-1, 0-6, 4-6, 1-6.
В июле Маррей сыграл на турнире в Ньюпорте, где проиграл во втором раунде. В том же месяце выигрывает первый для себя турнир из серии «челленджер» в Аптосе. В августе выигрывает второй турнир «челленджер», происходит это на турнире в Бингемтоне. Первое выступление на турнире серии Мастерс пришлось на Цинциннати. На нём в матче второго раунда Маррей впервые сыграл с теннисистом из первой десятки. Им стал 4-й на тот момент в мире Марат Сафин, которому Энди уступил 4-6, 6-1, 1-6. В дебютных одиночных мужских соревнованиях Открытого чемпионата США, Маррей доходит до второго раунда.
В сентябре на турнире в Бангкоке, обыграв Жоржа Бастла, Робина Сёдерлинга, Робби Джинепри, Парадорна Шричапана Маррей сумел выйти в финал. В решающем матче ему предстояло в первый раз сыграть с действующем первым теннисистом в мире. На тот момент им был Роджер Федерер, которому Маррей уступил 3-6, 5-7. После турнира Энди впервые в рейтинге вошёл в первую сотню. В октябре он выходит в четвертьфинал на турнире в Базеле. В первых раундах он переиграл британского теннисиста № 1 на тот момент Тима Хенмена и чеха Томаша Бердыха. Сезон 2005 года он завершил на 64-м месте.
2006 год: Попадание в двадцатку лучших и первый титул основного тура
Сезон на официальных турнирах открывает с выступления в Аделаиде и Окленде, где он доходит до второго раунда. На дебютном для себя Открытом чемпионате Австралии Маррей уступает уже в первом раунде Хуану Игнасио Чела. В феврале после того как на турнире в Загребе он выбыл в первом круге он принял участие на турнире в Сан-Хосе. Маррей сумел выиграть этот турнир, обыграв в финале Ллейтона Хьюитта 2-6, 6-1, 7-6(3). До этого матча в полуфинале он впервые обыграл теннисиста из первой десятки, № 3 на тот момент Энди Роддика 7-5, 7-5. Победа на турнире в Сан-Хосе стала первой для Маррея в карьере на турнирах ATP. Завоевал он её в возрасте 18-ти лет. На следующем своем турнире в Мемфисе он дошёл до четвертьфинала.
Следующую часть сезона Маррей проводит не слишком удачно. Вплоть до июня ему не удается на турнирах пройти дальше второго раунда. Прервать череду неудач Энди удалось на турнире в Ноттингеме, где он дошёл до четвертьфинала. На Уимблдонском турнире он сумел дойти до четвёртого раунда. В матче третьего раунда он переиграл Энди Роддика, но в следующем матче уступил Маркосу Багдатису. На турнире в Ньюпорте он дошёл до полуфинала. В начале августа Маррей вышел в финал на турнире в Вашингтоне, где уступил Арно Клеману 6-7(3), 2-6. На турнирах Мастерс в Торонто он дошёл до полуфинала, а в Цинциннати до четвертьфинала. В матче второго круга на турнире в Цинциннати Маррей впервые в карьере переиграл первую ракетку мира Роджера Федерера 7-5, 6-4. На Открытом чемпионате США, как и на Уимблдоне, останавливается в шаге от четвертьфинала, проиграв в матче четвёртого раунда Николаю Давыденко 1-6, 7-5, 3-6, 0-6. Сезон 2006 года Маррей завершил в ранге 17-го в мире.

### 2007—2009 (первый финал на Большом шлеме)
2007 год: Два титула в четырёх финалах
На турнире в Дохе Маррей доходит до финала, переиграв в полуфинале третьего в мире Николая Давыденко. В решающем матче он уступил Ивану Любичичу. На чемпионате Австралии этого года он сумел пробиться в четвёртый круг, уступив только Рафаэлю Надалю в пяти сетах 7-6(3), 4-6, 6-4, 3-6, 1-6. В феврале завоевывает второй титул на турнирах ATP. Вновь ему удается это сделать в Сан-Хосе, где он побеждал год назад. На этот раз в финале был переигран Иво Карлович 6-7(3), 6-4, 7-6(2). Далее на трёх турнирах подряд Маррей дошёл до полуфинала (в Мемфисе и на двух турнирах Мастерс в Индиан-Уэлсе и Майами). Благодаря этим выступлениям впервые вошёл в первую десятку в рейтинге ATP.
Большую часть сезона Энди вынужден пропустить из-за травмы в том числе Открытый чемпионат Франции и Уимблдонский турнир. Возвращение состоялось на турнире в Монреале, где он уступил во втором раунде. На Открытом чемпионате США он уступает в матче третьего раунда Ли Хён Тхэку. В октябре Энди дошёл до финала на турнире в Меце, где уступил Томми Робредо 6-0, 2-6, 3-6. В конце этого же месяца завоевал третий свой одиночный титул на турнирах ATP. Это ему удалось, когда в финале турнира в Санкт-Петербурге он обыграл Фернандо Вердаско 6-2, 6-3. На Мастерсе в Париже Маррей дошёл до четвертьфинала. Сезон он заканчивает на 11-м месте в рейтинге.
2008 год: Финал в США, первые два титула "Мастерс" и попадание в топ-4.

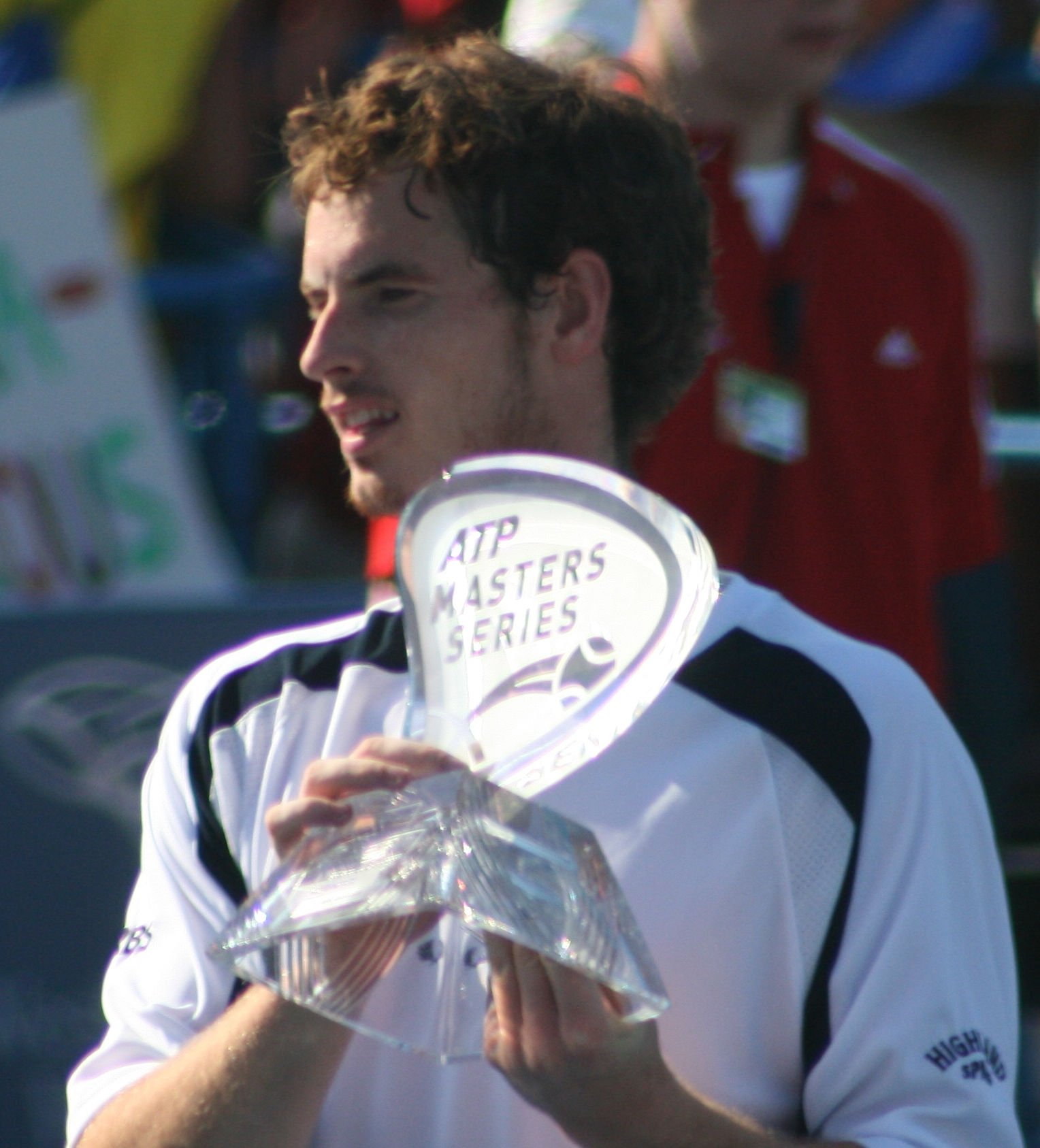
Маррей — победитель турнира Мастерс в Цинциннати 2008 года

Очередной сезон Маррей начал с победы на турнире в Дохе, где в решающем матче он переиграл Станисласа Вавринку 6-4, 4-6, 6-2. На Открытом чемпионате Австралии волей жребия уже в первом раунде ему предстояло встретиться с сильным французским теннисистом Жо-Вильфридом Тсонгой. В итоге Энди уступил 5-7, 4-6, 6-0, 6-7(5). В феврале он завоевывает титул на турнире в Марселе, который становится пятым для Маррея в карьере. На турнире в Дубае в матче первого круга он переигрывает первого в мире Роджера Федерера 6-7(6), 6-3, 6-4, но в четвертьфинале он уступил пятому в мире Николаю Давыденко 5-7, 4-6.
На Открытый чемпионат Франции этого года дошёл до третьего раунда. Затем на травяном турнире в Лондоне сумел выйти в четвертьфинал. Этой же стадии он достигает и на Уимблдонском турнире, впервые дойдя до четвертьфинала на турнирах серии Большого шлема. Путь в полуфинал для него закрыл Рафаэль Надаль, который легко в трёх сетах 3-6, 2-6, 4-6 переиграл Маррея. Благодаря этому выступлению Энди возвращается в первую десятку в рейтинге. Продолжил свои выступления в сезоне британец на турнире Мастерс в Торонто, где он сумел переиграть Томаса Юханссона и двух теннисистов из первой десятки Станисла Вавринку и Новака Джоковича, благодаря чему вышел в полуфинал. Путь дальше ему вновь преградил Рафаэль Надаль. На этот раз Маррей уступил испанцу со счетом 6-7(2), 3-6.
На следующем турнире в Цинциннати, переиграв Сэма Куэрри, Дмитрия Турсунова, Карлоса Мойю и Иво Карловича Энди впервые выходит в финал турнира серии Мастерс. В решающем битве за титул он сыграл против Новака Джоковича. Выиграв у него 7-6(4), 7-6(5) Маррей завоевал первый в карьере титул на турнирах данной серии. После этого успеха Энди впервые принял участие в Летних Олимпийских играх. На олимпийском теннисном турнире в Пекине в одиночном разряде он неожиданно уступает уже в первом раунде, уступив спортсмену представляющему Тайвань Лу Яньсюню 6-7(5), 4-6. Чуть позже в матче второго раунда вместе со своим братом Джейми он уступает и в парном турнире.
Сразу после Олимпийских игр Маррей принимает участие в Открытом чемпионате США. По ходу турнира Маррей поочередно расправился со своим соперниками Серхио Ройтманом, Микаэлем Льодра, Юргеном Мельцером, Станисласом Вавринкой и Хуаном Мартином дель Потро. В итоге Маррей вышел впервые в карьере в полуфинал турнира из серии Большого шлема, где его ожидал первый на тот момент в мире Рафаэль Надаль у которого Маррей до этого не выигрывал ни разу. В четырёхсетовом матче со счтом 6-2, 7-6(5), 4-6, 6-4 Маррей впервые обыгрывает Надаля и впервые выходит в финал турнира Большого шлема. Он становится первым британцем кому это удалось со времен Грега Руседски, который сумел это сделать также на Открытом чемпионате США в 1997 году. В решающем матче за титул Маррей легко уступает победителю четырёх предыдущих турниров Роджеру Федереру 2-6, 5-7, 2-6.
Реванша за поражение в финале чемпионата США Маррею удалось добиться в октябре на Мастерсе в Мадриде, где он обыграл Федерера в полуфинале 3-6, 6-3, 7-5. Обыграв затем в финале Жиля Симона, Маррей берет себе титул на этом турнире. После этого успеха ему удается защитить прошлогодний титул на турнире в Санкт-Петербурге. На последнем в году турнире Мастерс в Париже он дошёл до четвертьфинала. В конце сезона принял первое участие в Итоговом турнире, где добирается до полуфинала. Сезон Маррей закончил, уверенно занимая, 4-е место в рейтинге теннисистов, выиграв за сезон пять турниров.
2009 год

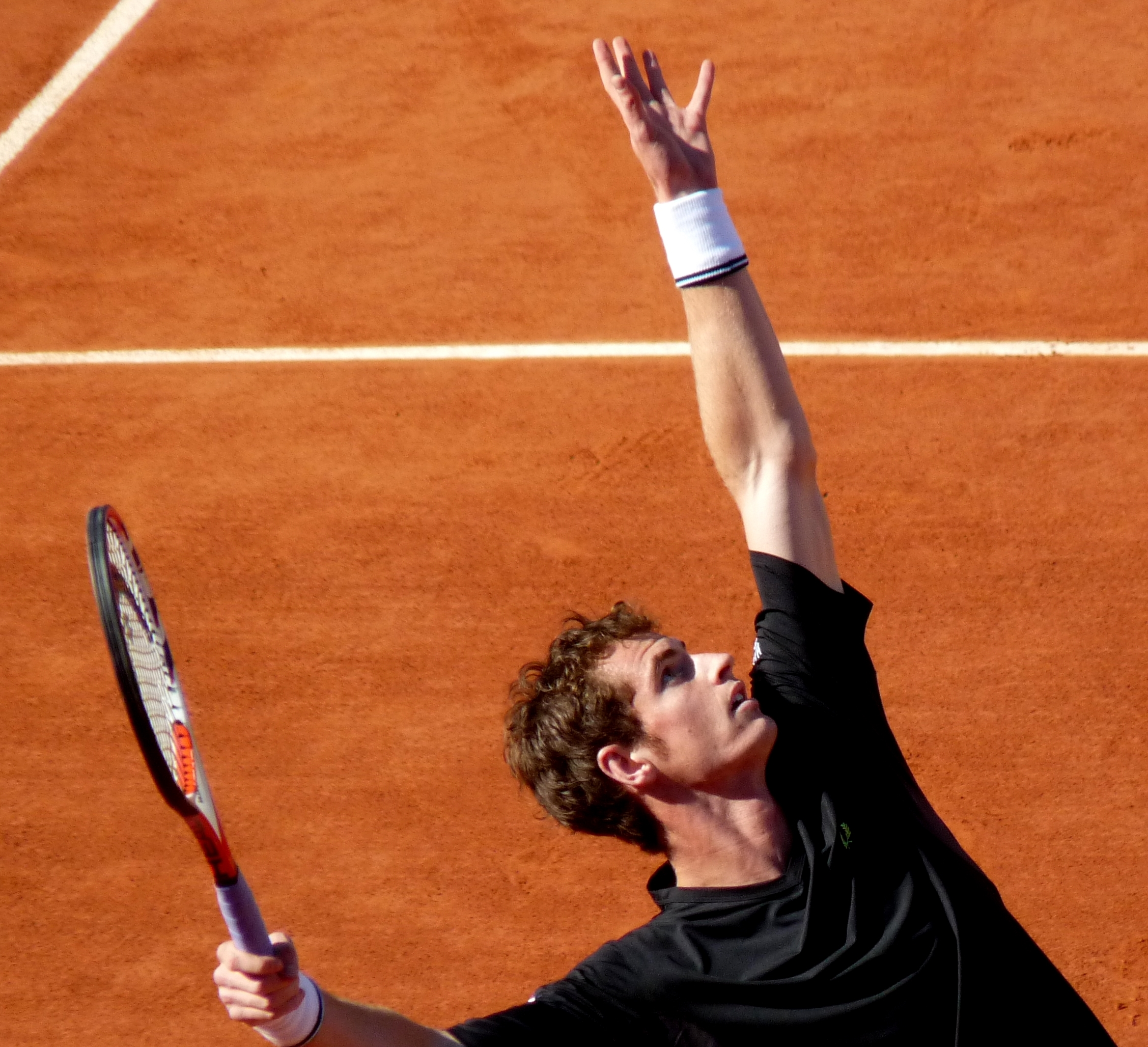
Энди Маррей на Ролан Гаррос 2009 года

Сезон 2009 года Шотландский теннисист вновь начинает с выигрыша турнира в Дохе. В полуфинале ему удалось переиграть Роджера Федерера, а в финале Энди Роддика. На Открытом чемпионате Австралии Энди не смог преодолет барьер четвёртого круга, уступив Фернандо Вердаско 6-2, 1-6, 6-1, 3-6, 4-6. На следующем для себя после Австралии турнире в Роттердаме Маррей смог завоевать свой десятый в карьере титул. В финале он переиграл № 1 в мире Рафаэля Надаля 6-3, 4-6, 6-0. На турнире в Дубае Маррей дошёл до четвертьфинала. Довольно успешно он выступил на мартовских турнирах Мастерс. Сначала в Индиан-Уэлсе он дошёл до финала, переиграв в 1/2 вторую ракетку мира Роджера Федерера 6-3, 4-6, 6-1. В финале его ожидал уже первый в мире Надаль, которому британец уступил 1-6, 2-6. На следующем Мастерсе в Майами он вновь вышел в финал, где встретился с Новаком Джоковичем. Переиграв сербского теннисиста 6-2, 7-5 Энди Маррей завоевывает титул победителя.
Грунтовую часть сезона начинает с полуфинала на турнире Мастерс в Монте-Карло. На турнире он уступил только Надалю. На Мастерсе в Риме уступил в первом же матче аргентинцу Хуану Монако. Несмотря на это Маррей сумел подняться в рейтинге на третью строчку, что стало высшим достижением для британских теннисистов. На Мастерсе в Мадриде он дошёл до четвертьфинала, где вновь уступает аргентинскому теннисисту на этот раз Хуану Мартину дель Потро. На Открытом чемпионате Франции Энди впервые вышел в четвертьфинал, где уступил чилийцу Фернандо Гонсалесу 3-6, 6-3, 0-6, 4-6.
Подготовку к Уимблдону шотландец начинает с турнира в Лондоне, где он завоевывает титул. Победа Маррея на знаменитом Queen's Club Championships стала первой для британцев на этом турнире с 1938 года, когда трёхкратный финалист турниров Большого шлема Генри «Банни» Остин выиграл в финале у китайца Син-Ки Хо 6-2 6-0. Тим Хенмен трижды (1999, 2001 и 2002) играл в финале этого турнира, но всякий раз уступал, тогда как Маррей победил в своём первом же финале. Кроме того, эта победа стала для Маррея 12-й на турнирах АТП в одиночном разряде и он обошёл Хенмена с его 11 титулами. На Уимблдонском турнире Маррей стал главной надеждой Великобритании на завоевание титула, который британские теннисисты не завоевывали с 1936 года. Но надежд многих болельщиков он не оправдал, хотя и добился для себя лучшего выступления на этом турнире — выхода в полуфинал. Путь в финал ему преградил американец Энди Роддик, переигравший Маррея 4-6, 6-4, 6-7(7), 6-7(5).
Взяв после Уимблдона летнюю паузу Энди вновь принял участие в официальных турнирах в августе на Мастерсе в Монреале. Ему удается выиграть этот турнир. В финале он обыгрывает Хуана Мартина дель Потро со счётом 6-7(4), 7-6(3), 6-1. Этот успех помогает ему 17 августа впервые в карьере подняться на вторую строчку мирового рейтинга (высшую в истории для британцев), сместив с неё испанца Рафаэля Надаля, который входил в двойку лучших теннисистов мира непрерывно на протяжении более чем 4 лет. Энди продержался на второй строчке 2 недели, после чего Надаль вновь опередил шотландца в рейтинге. На следующем Мастерсе в Цинциннати, где он побеждал в прошлом сезоне, Маррей дошёл до полуфинала, где уступил первом в мире на тот момент Роджеру Федереру 2-6, 6-7(8).
На последнем в году турнире Большого шлема Открытом чемпионате США, где Маррей в прошлом году сумел дойти до финала, на этот он оступается в матче четвёртого раунда, проиграв Марину Чиличу. После турнира он вновь опустился на третью строчку в рейтинге, а затем, не выступая на турнирах в общей сложности шесть недель, и на четвёртую. Следующий турнир сыграл в ноябре в Валенсии, где он сумел победить. В финале Маррей обыграл Михаила Южного 6-3, 6-2. На Мастерсе Париже уступает в матче третьего раунда, а на Итоговом в году турнире не выходит из группы, несмотря на две победы и одно поражение. Год Маррей завершил на 4 м месте, выиграв рекордные для себя шесть титулов в одном сезоне.

### 2010—2012 (победа на Олимпиаде и первый титул Большого шлема)
2010 год

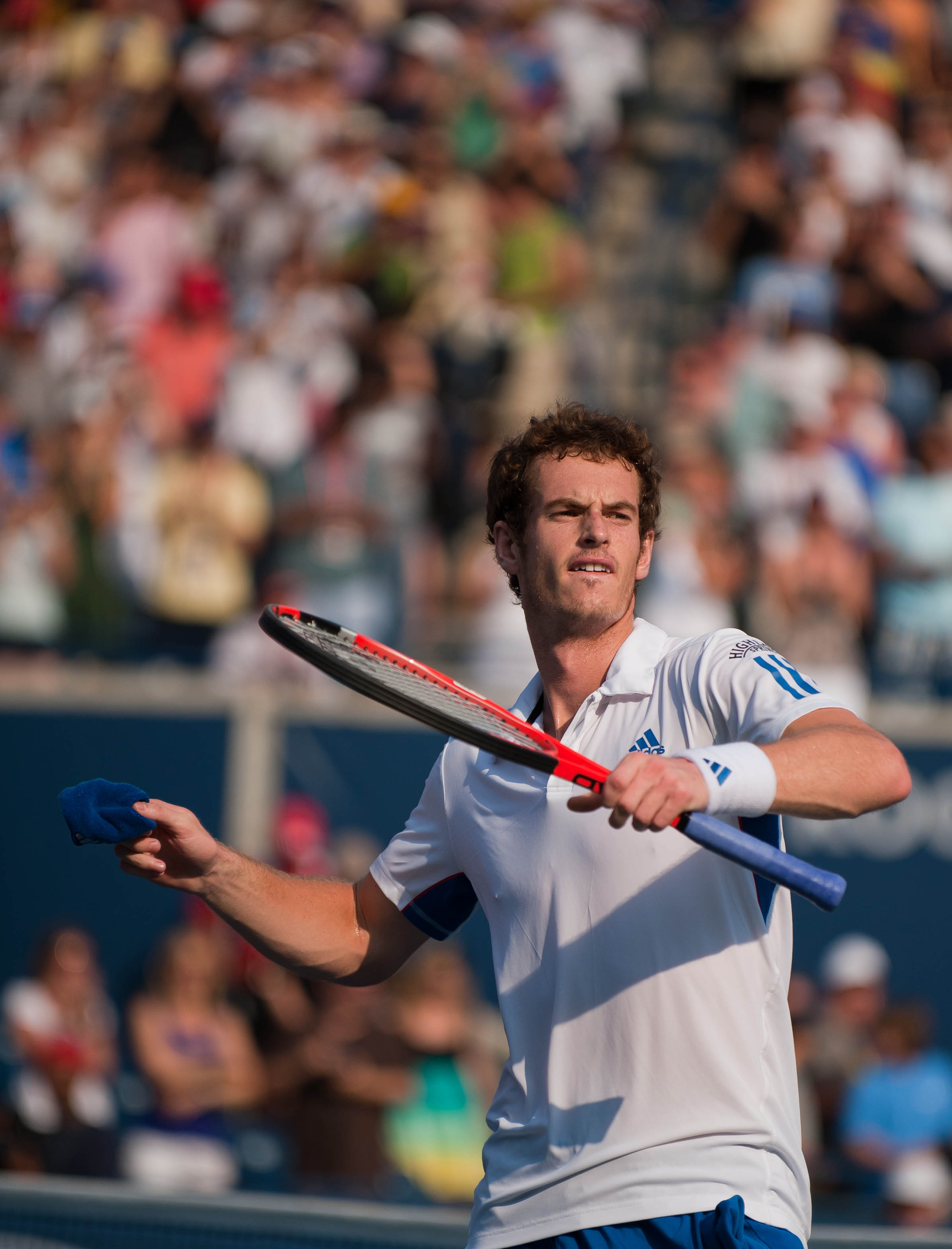
Энди после выигрыша турнира в Торонто в 2010 году

Сезон 2010 года Маррей начал с участия вместе с Лорой Робсон в традиционном выставочном турнире Кубок Хопмана, где в составе команды Великобритания они дошли до финала. Первым официальным турниром для него становится Открытый чемпионат Австралии, где до этого его лучшим выступлением был выход в четвёртый круг. Обыграв Кевина Андерсона, Марка Жикеля, Флорана Серра и Джона Изнера, Маррей впервые выходит в четвертьфинал австралийского чемпионата. В матче 1/4 его соперником стал второй в мире Рафаэль Надаль, которого он обыграл из-за отказа испанца от продолжения встречи при счете 6-3, 7-6(2), 3-0 в пользу Маррея. В полуфинале ему противостоял хорват Марен Чилич, которого Маррей обыграл 3-6, 6-4, 6-4, 6-2 и во второй раз в карьере оформил выход в финал на турнире Большого шлема. Как и в первом его финале на Открытом чемпионате США 2008 года, его соперником стал Роджер Федерер, у которого Маррей и в этом случае не смог взять ни одного сета, уступив 3-6, 4-6, 6-7(11).
Продолжил свои выступления в сезоне Энди на турнире в Дубае, где уступил уже во втором раунде. На турнире Мастерс в Индиан-Уэлсе он дошёл до четвертьфинала, а на Мастерсе в Майами уступил в первой же встрече Марди Фишу. Грунтовая часть сезона для Маррея традиционно прошла хуже чем остальная. Из выступлений можно отметить лишь выход в четвертьфинал на турнире Мастерс в Мадриде. На главном грунтовом турнире Открытом чемпионате Франции он выбыл из борьбы на стадии четвёртого раунда, уступив Томашу Бердыху 4-6, 5-7, 3-6. На турнире в Лондоне, где в прошлом году Энди сумел выиграть, на этот раз он проигрывает в третьем раунде Марди Фишу. На Уимблдонского турнире ему удалось повторить своё прошлогоднее достижение и выйти в полуфинал турнира. В борьбе за выход в финал он уступает № 1 в мире испанцу Рафаэлю Надалю 4-6, 6-7(6), 4-6.
При подготовке к последнему в году турниру из серии Большого шлема Открытому чемпионату США Энди сыграл на трёх турнирах. Сначала на турнире в Лос-Анджелесе он дошёл до финала, где уступил американцу Сэму Куэрри. Затем в Торонто он сумел защитить свой прошлогодний титул чемпиона на турнире Canada Masters, переиграв в полуфинале Рафаэля Надаля 6-3, 6-4, а затем в финале и Роджера Федерера 7-5, 7-5. И наконец на турнире Мастерс в Цинциннати он дошёл до четвертьфинала. На самом Открытом чемпионате США Энди неожиданно оступился в матче третьего раунда, проиграв швейцарцу Станисласу Вавринке 7-6(3), 6-7(4), 3-6, 3-6.
Последнюю часть сезона шотландец начал с выступления на турнире в Пекине, где дошёл до стадии 1/4. На турнире серии Мастерс в Шанхае Маррей завоевал свой второй титул в сезоне, переиграв в решающий момент Роджера Федерера 6-3, 6-2. На турнире в Валенсии ему не удалось защитить прошлогодний титул победителя. Зато в соревнования парного разряда на этом турнире вместе со своим старшим братом Джейми он завоевал первый в карьере парный титул на турнирах ATP. На Мастерсе в Париже он дошёл до четвертьфинала. На третьем для себя в карьере Итоговом турнире он сумел выйти из группы в полуфинал со второго места, где в итоге проиграл Рафаэлю Надалю 6-7(5), 6-3, 6-7(6). Как и предыдущие два сезона британец по итогам выступлений занял четвёртое место в мировом рейтинге.
2011 год

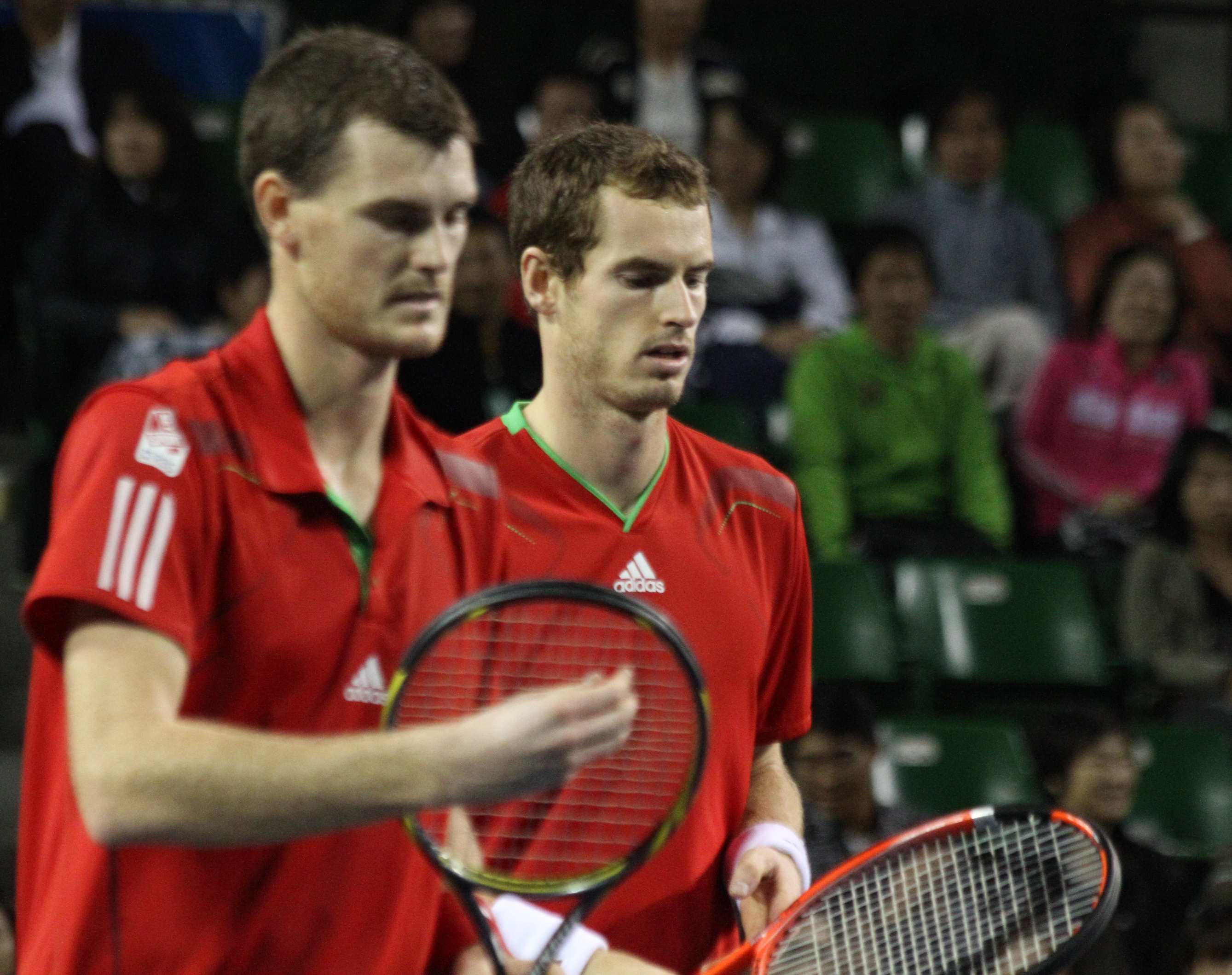
Энди в паре со своим братом Джейми на турнире в Токио в 2011 году

Как и в прошлом году, Маррей начинает сезон с выступлений на командном турнире Кубок Хопмана. В отличие от прошлогоднего выступления (финал) в этом команда Великобритании, которую он представлял совместно с Лорой Робсон, заняла последнее 4-е место в своей группе. Первым официальным турниром в рамках Мирового тура ATP для него вновь стал Открытый чемпионат Австралии, где он в прошлом году дошёл до финала. Маррею удается второй раз подряд и третий раз в карьере дойти до финала турнира Большого шлема. Но вновь он уступил в трёх сетах, на этот раз Новаку Джоковичу (до этого британец трижды подряд обыгрывал Джоковича, в том числе в двух финалах турниров серии Мастерс). Первые два поражения в финалах турниров Большого шлема (на Открытом чемпионате США 2008 и Открытом чемпионате Австралии 2010) Маррею нанёс Роджер Федерер.
Сразу после выступлений в Австралии у Маррея следует полоса неудач. Он проиграл стартовые поединки на трёх турнирах подряд в Роттердаме, Индиан-Уэлсе и Майами. Грунтовую часть сезона открыл для себя с выступления в Монте-Карло, где сумел дойти до полуфинала. В Мадриде Маррей проигрывает в третьем раунде. На турнире в Риме, как и в Монте-Карло он смог дойти до полуфинала. На Открытом чемпионате Франции этого сезона Энди Маррей впервые сумел дойти до 1/2 финала. Дальше он не смог пройти, проиграв Рафаэлю Надалю 4-6, 5-7, 4-6.
На травяном турнире в Лондоне, где он побеждал в 2009 году Энди удается победить во второй раз. В финале им был переигран французский теннисист Жо-Вильфрид Тсонга 3-6, 7-6(2), 6-4. На Уимблдонском турнире в третий раз подряд он останавливается в шаге от финала. Как и год назад в полуфинале его обыграл Рафаэль Надаль 7-5, 2-6, 2-6, 4-6.
Первый матч на турнирах ATP после Уимблдона сыграл в августе на Мастерсе в Торонто, против Кевина Андерсона, которому по итогу уступил 3-6, 1-6. Затем он побеждает на Мастерсе в Цинциннати, переиграв в финале новую первую ракетку мира Новака Джоковича. При счете 6-4, 3-0 в пользу Маррея серб отказался от продолжения встречи. На Открытом чемпионате США сумел дойти до полуфинала. Как и на предыдущех двух турнирах Большого шлема путь дальше ему преградил Рафаэль Надаль. Маррей уступает со счетом 4-6, 2-6, 6-3, 2-6.
Следующим турниром после США для шотландца стал турнир в Бангкоке, где Маррей сумел завоевать титул. Затем он завоевывает ещё один титул на турнире в Токио, выиграв в финале у 3-6, 6-2, 6-0. На этом турнире он сделал дубль, одержав победу и в парном разряде вместе со своим братом Джейми. Третий подряд турнир он берет на турнире Мастерс в Шанхае, где он защищал свой прошлогодний титул. В финале Маррей переиграл Давида Феррера — 7-5, 6-4. Первым кто сумел обыграть Маррея после этой серии стал Томаш Бердых, который выиграл у Энди в четвертьфинале Мастерса в Париже. На Итоговом турнире, сыграв первую встречу против Феррера Маррей снялся с турнира из-за травмы. По итогам своих выступлений Маррей оказался на привычном для себя 4-м месте в рейтинге.
2012 год

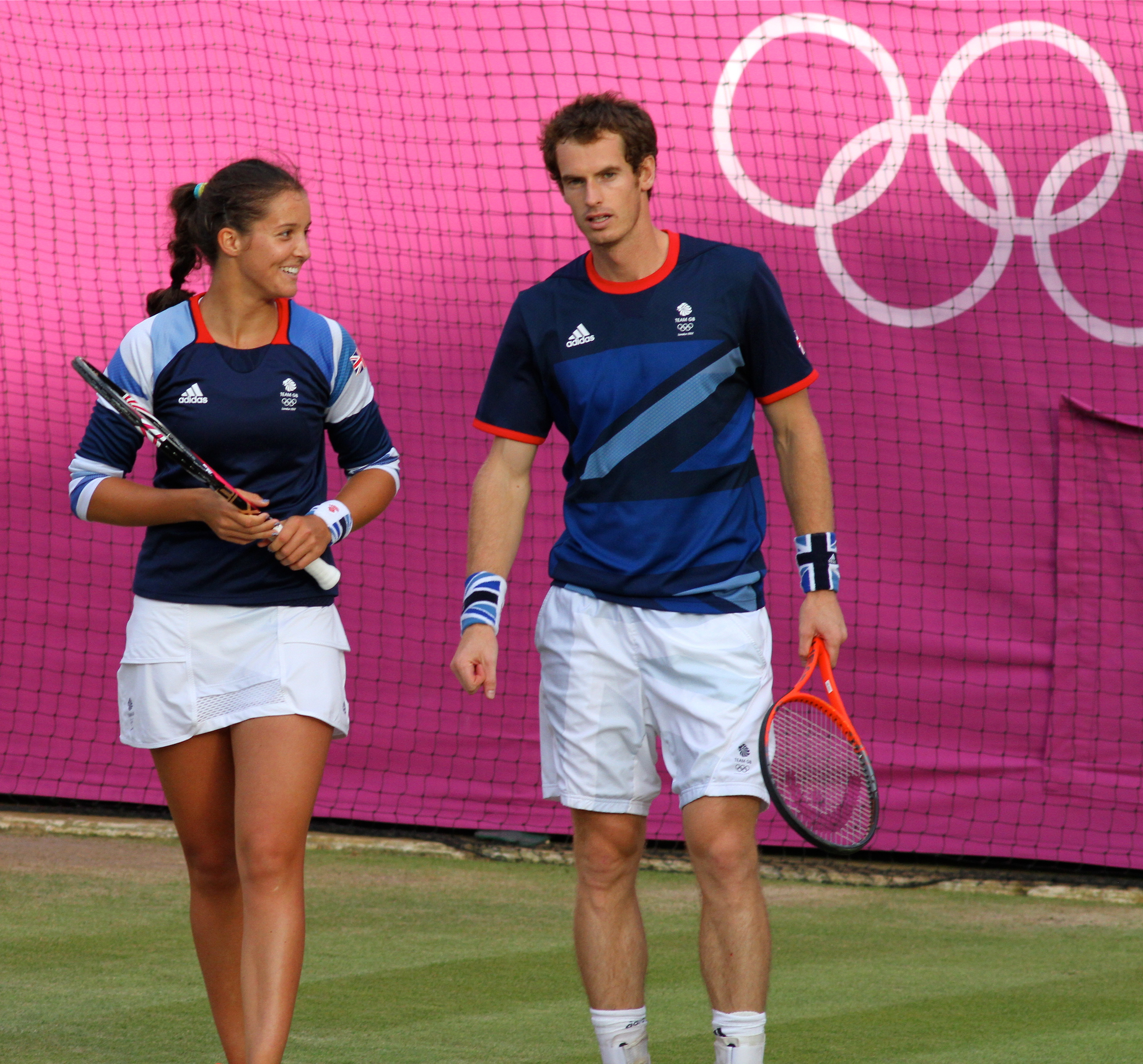
Энди Маррей и Лора Робсон на Олимпиаде в Лондоне

В новый сезон Маррей пришёл с новым тренером. Его наставником стал знаменитый в прошлом теннисист Иван Лендл. Первым турниром для него стал турнир в Брисбене. Маррей выиграл его. В финале он обыграл Александра Долгополова 6-1, 6-3. На Открытом чемпионате Австралии, где ранее он два раза подряд выходил в финал на этот раз он остановился в шаге от повторения этого результата. В полуфинальном противостоянии он проиграл действующему чемпиону Новаку Джоковичу в пяти сетах 3-6, 6-3, 7-6(4), 1-6, 5-7. Их матч продолжался 4 часа 50 минут. На Уимблдонском турнире Маррей дошел до финала, по пути переиграв таких теннисистов как Давыденко, Карлович, Багдатис, Чилич, Феррер и Тсонга. Но выйдя в свой четвёртый финал турнира Большого Шлема, вновь уступил — камнем преткновения стал Роджер Федерер, победивший в четырёх партиях со счетом 4-6, 7-5, 6-3, 6-4.
На Олимпийских играх в Лондоне на тех же самых кортах Уимблдона Маррей выиграл золотую медаль, переиграв первую и вторую ракетки мира — соответственно Федерера в финале и Джоковича в полуфинале. Счет финального матча: 6-2, 6-1, 6-4. Тем самым Энди взял у Роджера реванш за поражение в финале Уимблдонского турнира. Он также вышел в финал смешанного парного разряда вместе с Лорой Робсон, но проиграл паре Виктории Азаренко и Максима Мирного, оставшись с серебром.
10 сентября одержал историческую как для себя, так и для всего британского тенниса победу на Открытом чемпионате США. Обыграв в финале серба Новака Джоковича со счетом 7-6(10), 7-5, 2-6, 3-6, 6-2, Энди впервые в карьере выиграл турнир Большого Шлема. Для спортсменов Великобритании этот успех стал первым за последние 76 лет в мужском одиночном разряде. После этого Маррей занял третью строчку в мировом рейтинге. В октябре он вышел в полуфинал турнира в Токио, а на Мастерсе в Шанхае смог выйти в финал, обыграв в 1/2 Роджера Федерера. В решающем матче он уступил Новаку Джоковичу. На Итоговом турнире Маррей смог выйти из группы со второго места, но в полуфинале он проиграл Федереру.

### 2013—2015 (победа на Уимблдоне и в Кубке Дэвиса)
2013 год

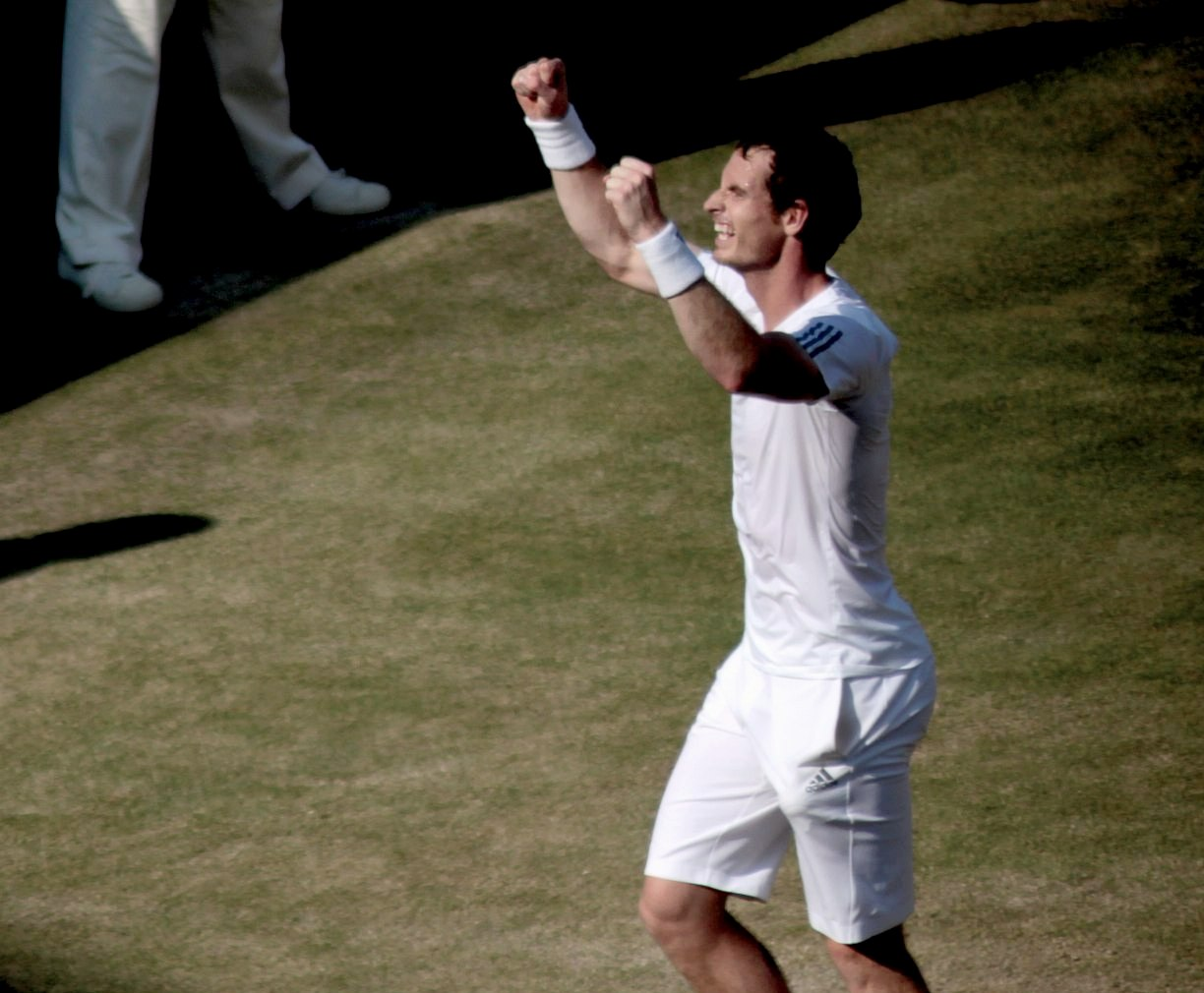
Маррей после победы на Уимблдоне 2013 года

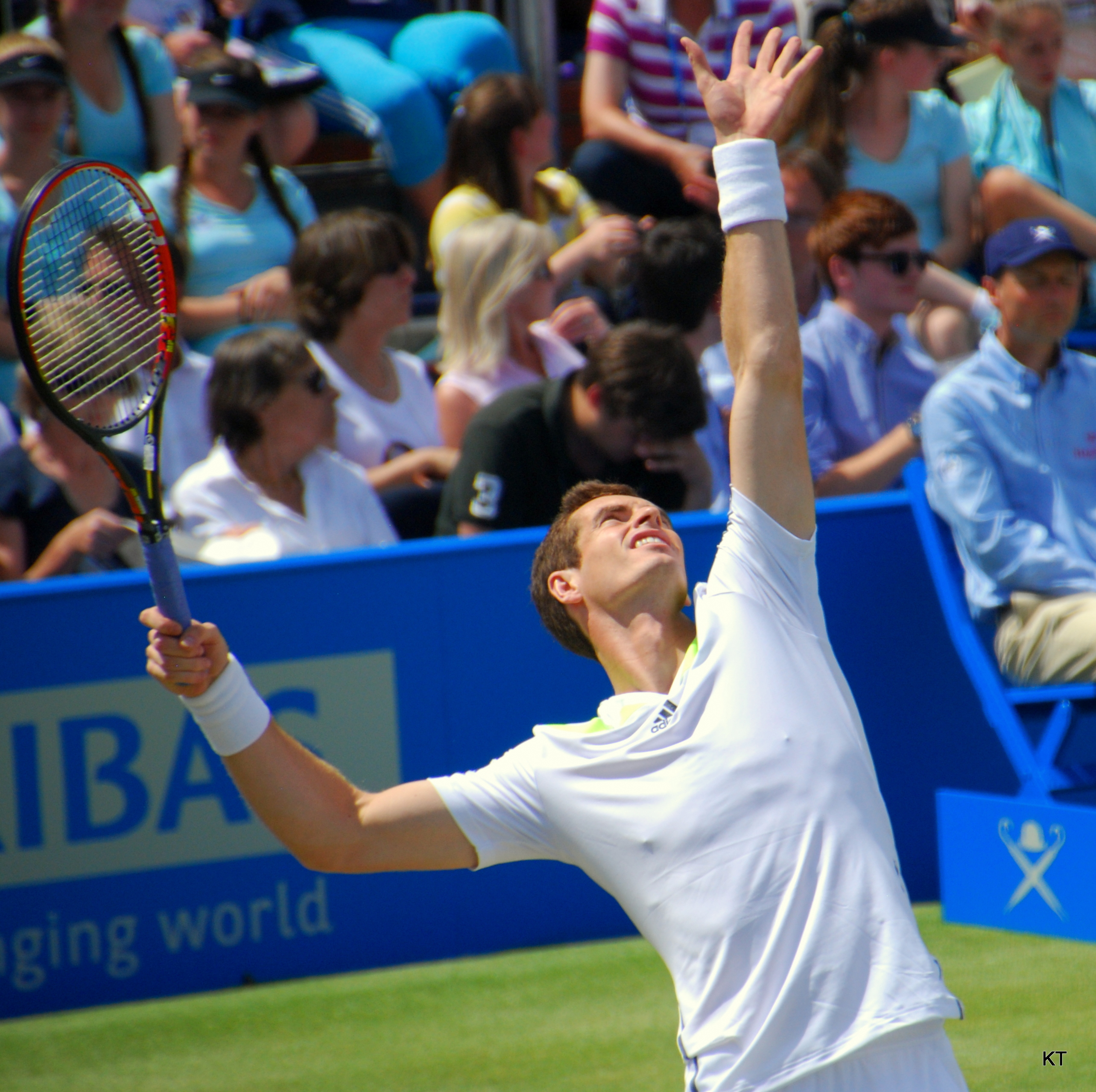
Маррей на турнире в Лондоне 2014 года

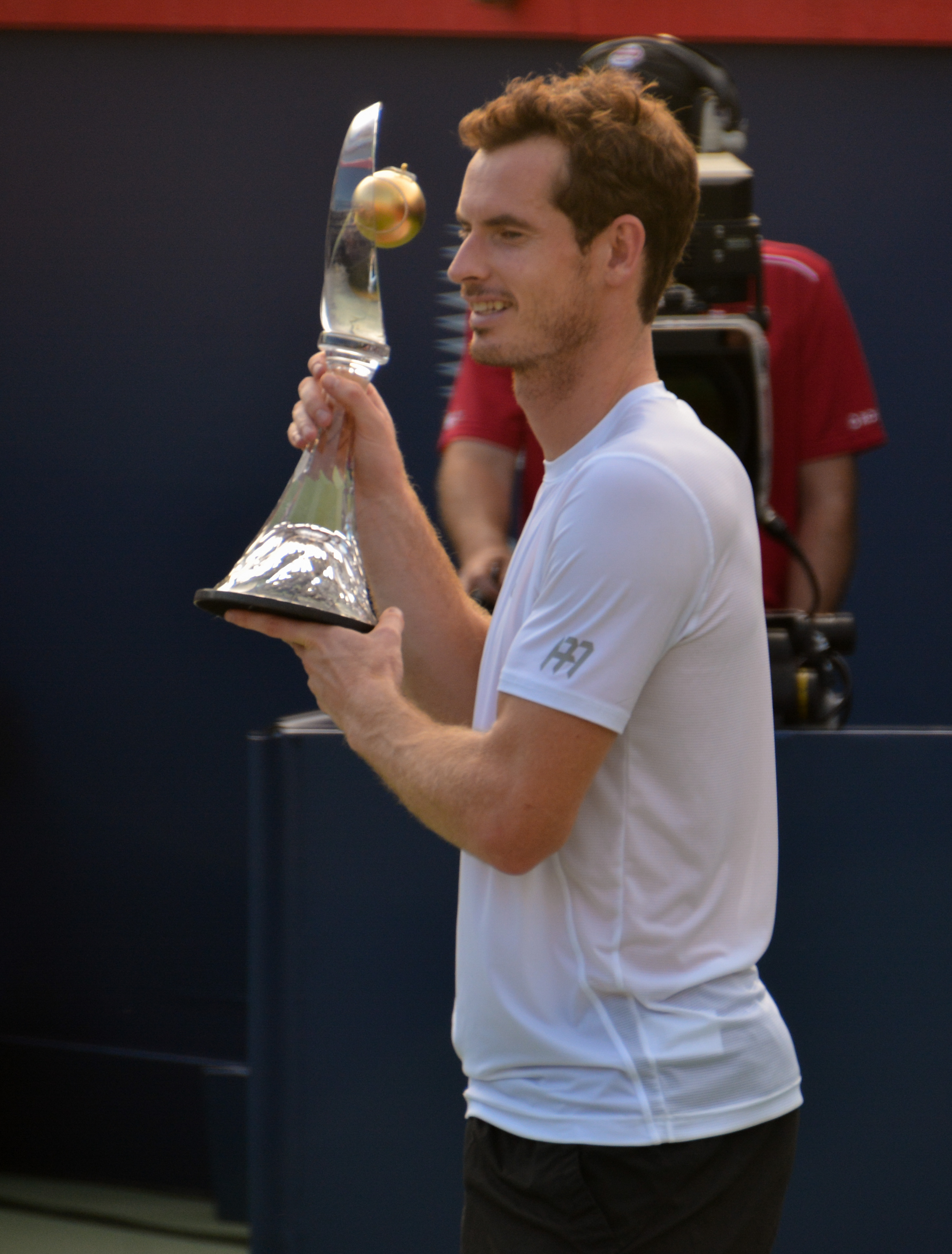
Маррей с кубком на мастерсе в Монреале 2015 года

Сезон 2013 года Маррей начал с победу на турнире в Брисбене, где он в финале переиграл Григора Димитрова (7-6(0), 6-4). На Открытом чемпионате Австралии в полуфинале Энди впервые в карьере победил Федерера в рамках турниров Большого шлема (6-4, 6-7(5), 6-3, 6-7(2), 6-2). В третий раз он сыграл в финале первого в сезоне Большого шлема и снова без успеха. Маррей проиграл Новаку Джоковичу со счётом 7-6(2), 6-7(3), 3-6, 2-6. Сделав паузу в феврале британец вернулся на корт на мартовских мастерсах в США. В Индиан-Уэлсе он дошёл до четвертьфинала, а в Майами сумел завоевать титул. В финале Маррей обыграл Давида Феррера (2-6, 6-4, 7-6(1)) и после этого успеха поднялся в одиночном рейтинге на второе место.
В грунтовой части сезона лучшим результатом для Маррея стал четвертьфинал в Мадриде, а Открытый чемпионат Франции ему пришлось пропустить из-за травмы. На траве Энди выступил уже в полную силу. Он выиграл турнир в Лондоне, переиграв в финале Марина Чилича — 5-7, 7-5, 6-3. Затем Энди Маррей выиграл Уимблдонский теннисный турнир. Он стал первым британцем, победившим в одиночном разряде с 1936 года. В финале в более чем трёхчасовом матче он одолел главного фаворита и первую ракетку мира Новака Джоковича со счётом 6-4, 7-5, 6-4. На Открытом чемпионате США в этом сезоне Маррей защищал прошлогодний титул. Ему удалось дойти на этот раз до четвертьфинала, где Энди уступил Стэну Вавринке. После выступления за сборную Великобритании в первом раунде Кубка Дэвиса в сентябре Маррей досрочно завершил сезон, чтобы решить проблемы со спиной.
2014 год
На Открытом чемпионате Австралии Маррей уже в четвертьфинале сразился с Роджером Федерером и проиграл швейцарцу в четырёх сетах. Это обстоятельство повлияло на потерю рейтинговых очков и падение британца на 6-ю строчку. В феврале лучшим результатом Маррея на двух сыгранных турнирах стал полуфинал в Акапулько. В марте на мастерсе в Майами он доиграл до четвертьфинала. Следующий раз в четвертьфинал Маррей попал в мае на грунтовом мастерсе в Риме. На Ролан Гаррос 27-летний британец повторил своё лучшее достижение — выход в полуфинал. На этой стадии он проиграл «грунтовому королю» Рафаэалю Надалю.
На Уимблдонском турнире Маррей не смог защитить свой прошлогодний титул. В четвертьфинале его переиграл Григор Димитров, прервав серию из 17-ти побед подряд (включая Олимпиаду 2012 года) на кортах Уимблдона. После турнира Энди откатился в рейтинге на 10-е место — худшая позиция с 2008 года. В августе на мастерсах в Торонто и Цинциннати Маррей сумел дойти до четвертьфинала. Такой же результат ждал его на Открытом чемпионате США, где путь в полуфинал закрыл Новак Джокович.
Наиболее успешным отрезком сезона для Маррея стали осенние выступления. 28 сентября он победил на турнире в Шэньчжэне, нанеся поражение в финале Томми Робредо — 5-7, 7-6(9), 6-1. Титул стал первым для Энди с Уимблдона 2013 года. Через неделю после этого успеха он добрался до полуфинала турнира в Пекине. Второй титул в сезоне Маррей взял на зальном турнире в Вене, переиграв 19 октября в финале Давида Феррера — 5-7, 6-2, 7-5. Через неделю, 26 октября на турнире в Валенсии в одном из самых длинных финалов сезона (матч длился 3 часа 20 минут) он вновь обыграл Робредо: 3-6, 7-6(7), 7-6(8). Осенние успехи позволили Маррею отобраться в восьмерку сильнейших, которые попадали на Итоговый турнир в Лондон. На нём британец выступил неудачно. Выиграв только один матч в своей группе из трёх, он покинул турнир. Впервые с 2007 года Маррей финишировал в рейтинге по итогу сезона ниже 4-го места, заняв 6-ю строчку.
2015 год
На Открытом чемпионате Австралии Энди Маррей в четвёртый раз в карьере добрался до решающего матча и из них третий раз ему противостоял Новак Джокович. Маррей и на этот раз проиграл сербу в финале. После турнира он вернулся в Топ-4 мирового рейтинга. После двух четвертьфиналов на турнирах в Роттердаме и Дубае Энди успешно сыграл за Великобританию в Кубке Дэвиса. В первом раунде кубка против сборную США он выиграл обе свои личные встречи (у Изнера и Янга), тем самым внеся важный вклад в победу Великобритании с общим счётом 3-2. В марте на мастерсе в Индиан-Уэлсе Маррей вышел в полуфинал, а на следующем турнире серии в Майами вышел в финал. Оба раза его обыграл Джокович.
В этом сезоне Энди Маррей выиграл свои первые титулы на грунте. В начале мая он взял турнир в Мюнхене, обыграв в финале немца Филиппа Кольшрайбера (7-6(4), 5-7, 7-6(4)). Он стал первым британцем с 1976 года, который выиграл одиночный титул в туре на грунтовом покрытии. Через неделю в Мадриде Маррей выиграл ещё один трофей, взяв впервые в карьере — грунтовый мастерс. В финале он впервые в карьере обыграл на грунте Рафаэля Надаля (6-3, 6-2). На Открытом чемпионате Франции Маррею в третий раз в карьере удалось достичь полуфинала, но здесь он вновь не смог совладать с Новаком Джоковичем. Их матч продолжался более 4 часов.
В июне Маррей удачно начал выступления на траве. Он выиграл турнир в Лондоне, переиграв в финале Кевина Андерсона — 6-3, 6-4. На Уимблдоне Энди дошёл до полуфинала, где в трёх сетах уступил Роджеру Федереру. В июле Маррей принял участие в Кубке Дэвиса, принеся победу со счётом 3-1 в четвертьфинале команде Великобритании, выиграв в поединках со сборной Франции три матча (два в одиночном разряде и один в парном, который он играл с братом Джейми). В августе в финале мастерса в Монреале Энди прервал череду неудачных встреч с первой ракеткой мира — Новаком Джоковичем (последняя победа в матче с этим соперником датировалась июлем 2013 года, когда он выиграл Уимблдон). Маррей завоевал титул, победив серба в трёх сетах — 6-4, 4-6, 6-3. После этой победы он поднялся в рейтинге на второе место. В Цинциннати он доиграл до полуфинала, где проиграл Федереру. На Открытом чемпионате США Маррей не смог пройти дальше четвёртого раунда. На этой стадии его неожиданно обыграл Кевин Андерсон из ЮАР.
В сентябре в полуфинале Кубка Дэвиса против сборной Австралии Маррей вновь был лидером команды. Он принёс все три победных очка для своей команды, победив в двух одиночных и одной парной встрече (с братом Джейми). Сборная Великобритании, победив со счётом 3-2, впервые с 1978 года смогла попасть в финал Кубка Дэвиса. В октябре на мастерсе в Шанхае Маррей вышел в полуфинал, в котором проиграл Джоковичу. Следующий раз Джокович и Маррей сразились в финале мастерса в Париже и победу вновь отпраздновал сербский теннисист. На Итоговом турнире Энди выступил неудачно, проиграв два матча из трёх, он не смог выйти из своей группы. В концовке сезона Маррей со сборной Великобритании одержал важную победу. Впервые с 1936 года британцы стали обладателями Кубка Дэвиса, обыграв в финале команду Бельгии. Маррей вновь принёс команде все три очка, выиграв две личные и одну парную встречи. За весь сезон в Кубке Дэвиса Маррей победил во всех своих матчах, принеся 11 очков в копилку команды за 4 раунда на пути к Кубку.

### 2016—2018 (победы на Уимблдоне и Олимпиаде, № 1 в мире и травмы)
2016 год

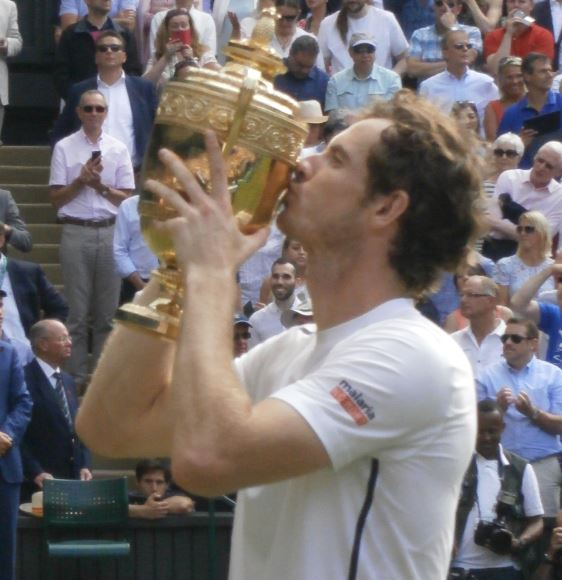
Маррей с главным призом Уимблдонского турнира 2016 года

На Открытом чемпионате Австралии Энди Маррей вновь дошёл до финала. Пятый финал турнира снова стал неудачным: он проиграл Новаку Джоковичу — 1-6, 5-7, 6-7(3). Энди стал вторым теннисистом в Открытой эре (после Ивана Лендла), кто проиграл пять финалов на одном из турниров Большого шлема. На мастерсах в США в марте Маррей сыграл неудачно, уступив на двух турнирах в третьем раунде. Грунтовую часть сезона в апреле он начал с мастерса в Монте-Карло, где добрался до полуфинала, уступив там Надалю. В первую неделю мая на мастерсе в Мадриде он вновь в полуфинале сыграл против Надаля и на этот раз одержал победу. Но в решающем матче за титул Энди уступил Новаку Джоковичу — 2-6, 6-3, 3-6. Реванш уже у Джоковича Маррей взял на мастерсе в Риме, где они встретились вновь в финальном матче. Обыграв Новака со счётом 6-3, 6-3, Маррей выиграл первый в сезоне титул. На Ролан Гаррос он впервые в карьере сумел дойти до финала, где Новак Джокович опять стал препятствием к титулу. На этот раз Маррей проиграл 6-3, 1-6, 2-6, 4-6. Он стал первым британским теннисистом в мужском теннисе с 1937 года, который вышел в финал на Ролан Гаррос.
В июне Энди в пятый раз победил на турнире в Лондоне, обыграв в финале Милоша Раонича — 6-7(5), 6-4, 6-3. Далее Маррей сумел во второй раз выиграть Уимблдон, снова обыграв в финале Милоша Раонича — 6-4, 7-6(3), 7-6(2). В августе Маррей сыграл на Олимпийских играх в Рио-де-Жанейро. Выиграв в финале у Хуана Мартина дель Потро со счётом 7-5, 4-6, 6-2, 7-5, он стал первым в истории двукратным победителем Олимпийских Игр в одиночном разряде. После победы на Олимпиаде Маррей выступил на мастерсе в Цинциннати и там вышел в финал, проиграв в борьбе за титул Марину Чиличу — 4-6 5-7. На Открытом чемпионат США Энди проиграл в 1/4 финала Кэю Нисикори со счётом 6-1, 4-6, 6-4, 1-6, 5-7. В сентябре он сыграл за Великобританию в полуфинале Кубка Дэвиса против сборной Аргентины. Маррей выиграл одну личную и одну парную встречу, однако проиграл лидеру аргентинцев дель Потро. В итоге обладатели Кубка проиграли Аргентине со счётом 2-3.
Концовку сезона Маррей провёл превосходно. Он выиграл подряд 23 матча на пяти турнирах, не проиграв ни одного. Первый титул в этой серии Энди выиграл на турнире в Пекине, обыграв в финале Григора Димитрова (6-4, 7-6(2)). Это 40-й выигранный одиночный турнир в Мировом туре в карьере Маррея. Затем он победил на мастерсе в Шанхае, нанеся поражение в финале испанцу Роберто Баутисте Агуту (7-6(1), 6-1). Следующий трофей Маррей выиграл на зальном турнире в Вене, где соперником по финалу стал француз Жо-Вильфрид Тсонга. Четвёртую подряд победу Маррей одержал на мастерсе в Париже, переиграв в финале Джона Изнера (6-3, 6-7(4), 6-4). После его выхода в финал в Париже стало известно, что Маррей возглавит рейтинг теннисистов со следующей недели. 7 ноября 2016 года Энди Маррей впервые поднялся на первую строчку и на Итоговый турнир в Лондоне поехал в качестве первой ракетки мира. Он стал первым представителем Великобритании, кому удалось возглавить одиночный рейтинг АТП. Итоговый турнир также остался за Энди. Выиграв сложнейший матч в полуфинале у Милоша Раонича 5-7, 7-6(5), 7-6(9), он вышел в финал на Новака Джоковича и победил уже в двух сетах со счётом 6-3, 6-4. Маррей сохранил за собой лидерство рейтинга по итогам сезона.
2017 год
На первом в сезоне официальном турнире Маррей вышел в финал. Это произошло в Дохе, где в решающем матче встретились лидеры мирового рейтинга № 1 Маррей и № 2 Джокович. Энди проиграл этот матч в трёх сетах (3-6, 7-5, 4-6). На Открытом чемпионате Австралии он выступил не слишком удачно, проиграв в четвёртом раунде Мише Звереву. В начале марта Энди одержал победу на турнире в Дубае, которая стала единственной для него в том сезоне и 45-й за карьеру. В финале он оказался сильнее испанца Фернандо Вердаско — 6-3, 6-2. В апреле на грунте в Барселоне Маррей смог дойти до полуфинала. Такого же результата он достиг и на кортах Ролан Гаррос. В борьбе за выход в финал он в упорной борьбе проиграл Стэну Вавринке. Их матч продолжался 4 часа 34 минуты и закончился со счётом 7-6(6), 3-6, 7-5, 6-7(3), 1-6 не в пользу Маррея. На Уимблдонском турнире он защищал свой прошлогодний титул и вышел в 1/4 финала, проиграв на этой стадии Сэму Куэрри из США.
Уимблдон стал последним для Маррея турниром в сезоне. Он был вынужден пропустить более года из-за травмы тазобедренного сустава. Из-за пропуска половины сезона он потерял звание первой ракетки мира и завершил сезон на 16-м месте.
2018 год
Восстановление Маррея затянулось на долгий период. Возвращение на корт состоялось в июне, когда он сыграл на подготовительных к Уимблдону турнирах в Лондоне и Истборне, но не продвинулся на них далее второго раунда. Уимблдон он был вынужден пропустить и опустился после него в рейтинге на 839-е место. В августе на турнире в Вашингтоне Маррей впервые за долгое время смог попасть в четвертьфинал, но не вышел на корт из-за проблем со здоровьем. Открытый чемпионат США завершился для британца поражением во втором раунде от Фернандо Вердаско. После этого он сыграл лишь на одном турнире в Шэньчжэне в сентябре, где его результатом стал выход в четвертьфинал.

### 2019—2021 (травма бедра, операция и возвращение на корт)
2019 год
11 января на пресс-конференции перед Открытым чемпионатом Австралии Маррей объявил, что думает о завершении карьеры после домашнего Уимблдонского турнира, но признался, что его выступление на Открытом чемпионате Австралии может быть последним в связи с травмой бедра и сильных болей, которые он испытывает уже 20 месяцев. Открытый чемпионат Австралии закончился в первом раунде, где в пяти сетах уступил испанскому теннисисту Роберто Баутисте Агуту. В конце месяца Маррей перенёс операцию по эндопротезированию бедра. Врачи не давали гарантий, что Энди сможе вернуться в профессиональный спорт, однако в июне через пять месяцев после операции Маррей решил вернулся на корт, выступив в парном разряде. На первом же после возвращения турнире в Лондоне в команде с испанцем Лопесом выиграл главный приз парных соревнований. На следующий турнир в Истборне Маррей также заявился только в паре: с бразильцем Марсело Мело, проиграв в первом мачте. На Уимблдоне в парном разряде дошёл до второго раунда (с французским теннисистом Эрбером). В смешанном разряде с Сереной Уильямс Энди добрался до третьего раунда, в котором их дуэт проиграл неоднократным обладателям Больших шлемов Габриэле Дабровски и Мате Павичу со счётом 3-6, 6-4, 2-6.
В августе Маррей возобновил и одиночную карьеру. Возвращение состоялось на Мастерсе в Цинциннати, где британец сыграл с «уайлд-кард» и уступил в первом раунде Ришару Гаске. Затем он сыграл на турнире в Уинстон-Сейлеме, где также проиграл в первом раунде. После этого он сыграл на «челленджере» на Мальорке, став вторым в истории игроком, занимавшим когда-либо первую строчку одиночного рейтинга, который затем сыграл на турнирах этого более младшего уровня. Здесь он выиграл первые матчи в одиночках после перерыва в карьере. Осенью Маррей получил приглашение на турнир в Пекине и обыграл 13-ю ракетку мира Маттео Берреттини — 7-6(2), 7-6(7), а затем соотечественника Кэмерона Норри. Турнир для него закончился четвертьфиналом, где его остановил пятый в мире Доминик Тим. Маррей получил очередной «уайлд-кард» на Мастерс в Шанхае, где проиграл во втором круге только на тай-брейке третьего сета Фабио Фоньини. В последнем выступлении в сезоне он дошёл до финала турнира в Антверпене и обыграл швейцарца Стэна Вавринку в трёх сетах. Это первый титул для Маррея в одиночном разряде, начиная с марта 2017 года и последний в карьере на турнирах ATP. Сезон он завершил в топ-130 мирового рейтинга в мужском одиночном разряде.
2020 год
Неполный сезон 2020 года Маррей начал только после его возобновления в августе. На перенесенном в том году из Цинциннати в Нью-Йорк Мастерсе он смог выйти в третий раунд и обыграть во втором № 7 в мире Александра Зверева (6-3, 3-6, 7-5). На Открытом чемпионате США он проиграл во втором раунде Феликсу Оже-Альяссиму. Осенью сыграл ещё два турнира, где оба раза проиграл в первом раунде, включая Ролан Гаррос.
2021 год

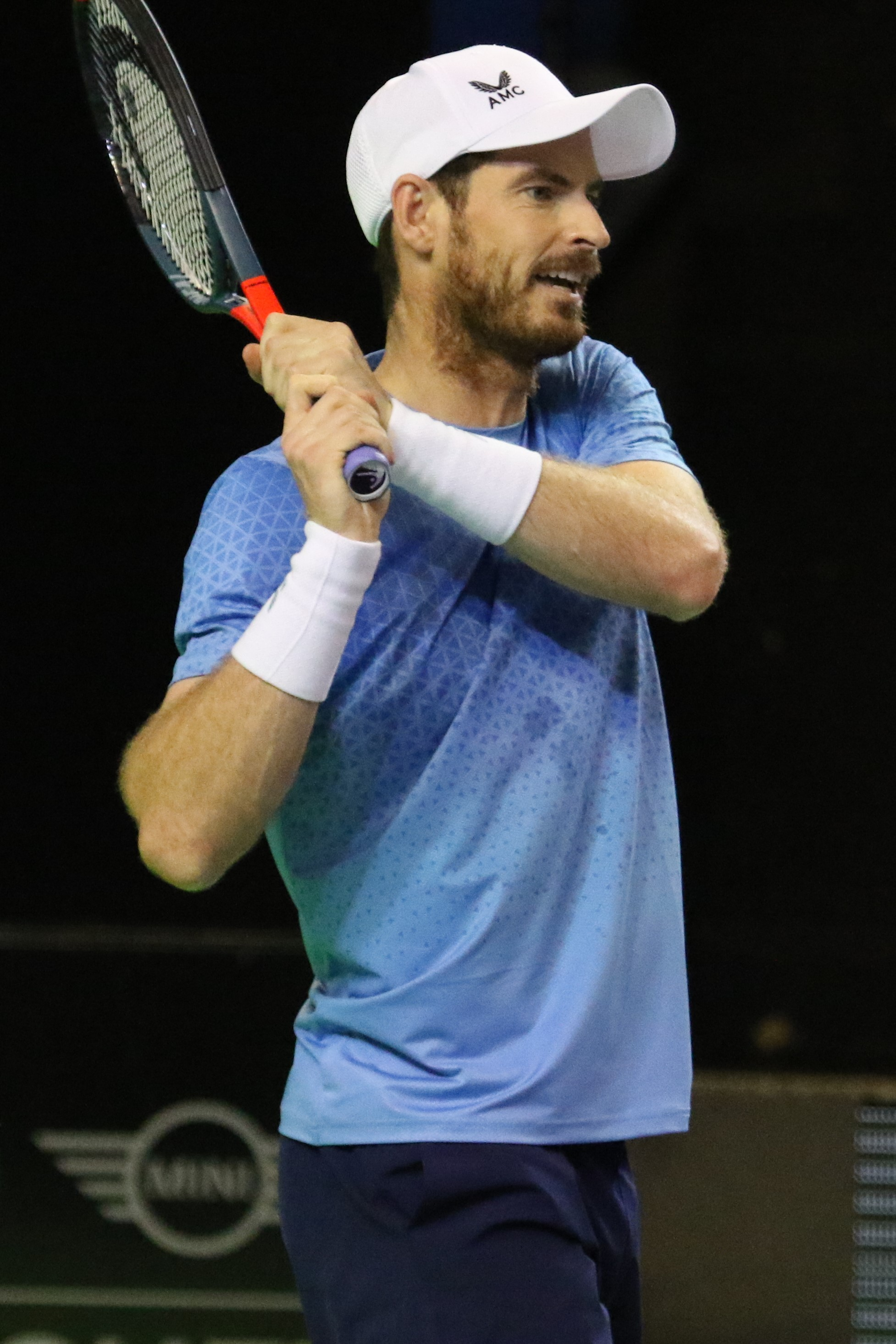
Маррей на «челленджере» в Рене 2021 года

Новый сезон Маррей начал в феврале 2021 года и дошёл до финала «челленджера» на харде в Италии, где уступил Илье Марченко. В конце февраля проиграл в первом круге турнира ATP 250 в Монпелье Егору Герасимову из Беларуси. На следующей неделе в первом круге турнира ATP 500 в Роттердаме выиграл у Робина Хасе в трёх сетах, но затем уступил восьмой ракетке мира Андрею Рублёву (5-7, 2-6).
Маррей пропустил три месяца, в том числе Открытый чемпионата Франции, и вернулся на корт в июне на турнире ATP 500 в Лондоне на траве, где обыграл Бенуа Пера, но затем проиграл девятой ракетке мира Маттео Берреттини. На Уимблдоне Маррей обыграл Николоза Басилашвили и Оскара Отте, а в третьем круге проиграл 12-й ракетке мира Денису Шаповалову в трёх сетах. Летом Маррей сыграл на четвёртой для себя на Олимпиаде, которая состоялась в Токио, однако выступил только в парном разряде. В партнёрстве с Джо Солсбери удалось в первом раунде выбить вторых номеров посева Николя Маю и Пьера-Юга Эрбера и в итоге выйти в 1/4 финала, где они проиграли Ивану Додигу и Марину Чиличу. На Открытом чемпионате США Маррей в первом круге сумел оказать достойное сопротивление третьей ракетке мира Стефаносу Циципасу и вёл по сетам 2-1, но греческий теннисист всё же выиграл в пяти сетах.
В сентябре во французском Меце Маррей впервые в сезоне вышел в четвертьфинал турнира ATP, где в двух сетах уступил 13-й ракетке мира Хуберту Хуркачу. На Мастерсе в Индиан-Уэлсе, который в тот год проходил осенью, Маррей во втором круге обыграл восходящую звезду мирового тенниса 18-летнего Карлоса Алькараса (5-7, 6-3, 6-2), после чего уступил четвёртой ракетке мира Александру Звереву в двух сетах. На турнире ATP 250 в Антверпене Маррей в первом круге обыграл Фрэнсиса Тиафо со счётом 7-6(2), 6-7(7), 7-6(8). Матч продолжался 3 часа и 45 минут и стал самым долгим матчем трёхсетового формата в сезоне 2022 года. Маррей сделал 21 эйс за матч и отыграл два матчбола на тай-брейке третьего сета. После игры он заявил, что это был самый длинный трёхсетовый матч в его карьере и что он «уже старый» для таких долгих матчей. Во втором круге в Антверпене Маррей проиграл 14-й ракетке мира Диего Шварцману в двух сетах. Последним турниром сезона для Маррея стал турнир ATP 250 в Стокгольме в ноябре, где Энди во втором круге обыграл 10-ю ракетку мира Янника Синнера, но затем в четвертьфинале уступил Томми Полу (2-6, 6-3, 3-6).

### 2022—2024 (возвращение в топ-50 и завершение карьеры)
2022 год
Перед Открытым чемпионатом Австралии Энди Маррей принял участие в турнире в Сиднее, где выступил удачно и дошёл до финала, в котором уступил Аслану Карацеву. На Открытом чемпионате Австралии Маррей в пяти сетах обыграл 23-ю ракетку мира Николоза Басилашвили, после чего в трёх сетах уступил японцу Таро Даниэлю (4-6, 4-6, 4-6). 7 февраля Маррей впервые с 10 июня 2018 года вернулся в топ-100 мирового одиночного рейтинга. Далее уже в статусе игрока первой сотни он на пяти турнирах подряд проигрывал во втором раунде. Сломать эту серию удалось в мае на Мастерсе в Мадриде, где обыграв Доминика Тима и Дениса Шаповалова вышел в третий раунд, однако снялся с турнира и не сыграл матч против Новака Джоковича. Ролан Гаррос британец вновь пропустил (четвёртый раз за последние пять лет).
В июне Маррей вышел в финал травяного турнира в Штутгарте, обыграв в том числе в 1/4 финала пятую ракетку мира Стефаноса Циципаса (7-6, 6-3) и в 1/2 финала будущего финалиста Уимблдона Ника Кирьоса (7-6, 6-2). В титульном матче его обыграл Маттео Берреттини (4-6, 7-5, 3-6). После этого он смог подняться в топ-50. На Уимблдоне далеко пройти не удалось и во втором раунде Маррей уступил Джону Изнеру. Затем он сыграл ещё один турнир на траве — в Ньюпорте, где доиграл до четвертьфинала. Североамериканский хардовый отрезок прошёл без сильных результатов. Британец сыграл четыре турнира, на которых лучшим результатом стал третий раунд Открытого чемпионата США, где Маррей вновь проиграл Берреттини. Осенью отметился одним четвертьфиналом на новом турнире в Хихоне и завершил год на 49-й позиции рейтинга.

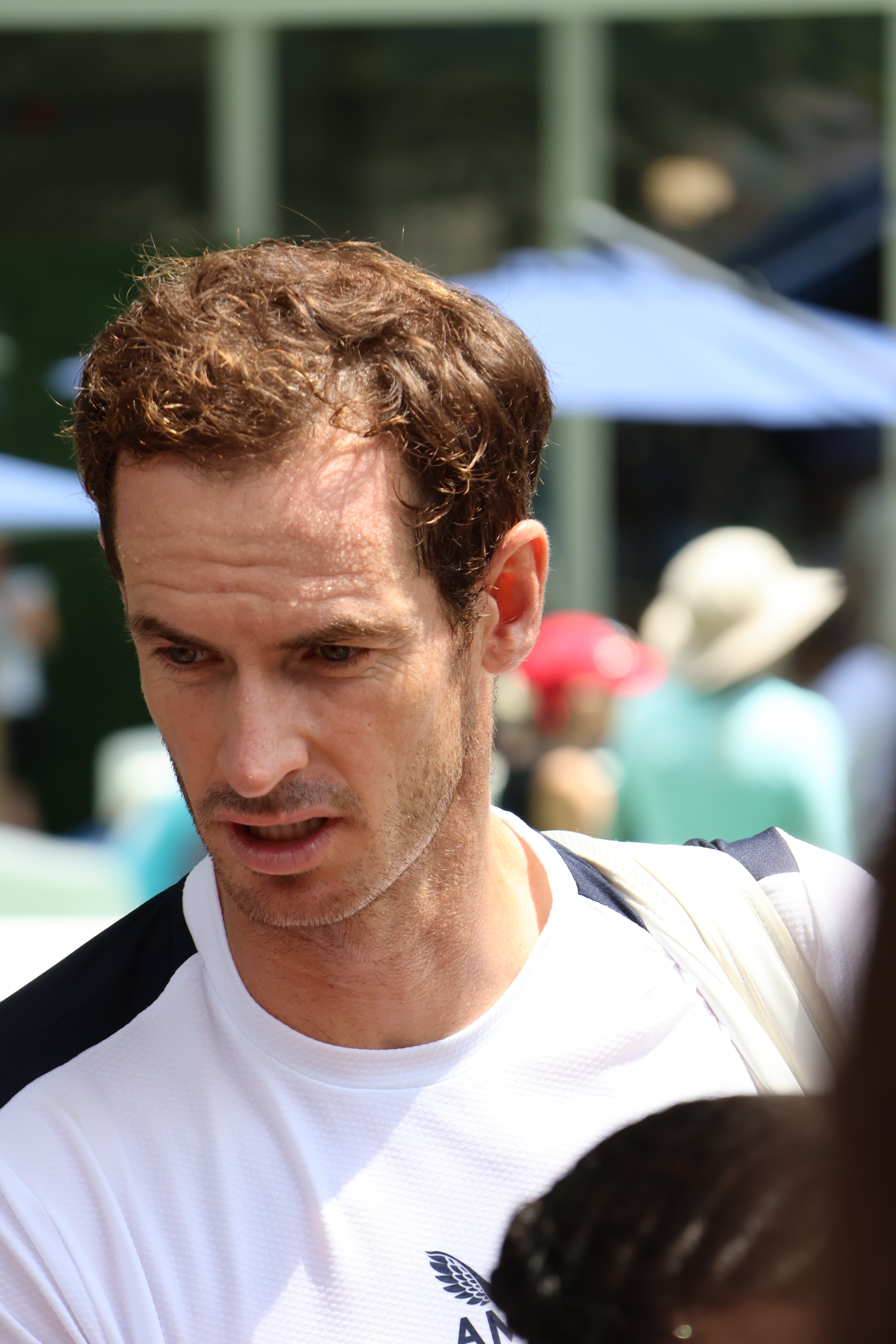
2023 год
На Открытом чемпионате Австралии 2023 года в первом раунде Маррей взял реванш за прошлогодние поражения у Маттео Берреттини, обыграв № 14 посева за пять сетов почти в пятичасовом матче и отыграв матчбол в решающем сете. Во втором раунде он сыграл ещё один длительный матч против Танаси Коккинакиса. Соперники провели на корте 5 часов 50 минут и этот матч стал вторым по длительности в истории Большого шлема в Австралии. В третьем раунде 35-летний британец после двух тяжелейших побед уже не смог добиться успеха и уступил в четырёх сетах испанцу Роберто Баутисте Агуту.
В феврале Маррей на турнире ATP 250 в Дохе дошёл до финала. Во втором раунде он переиграл Александра Зверева, а в полуфинале смог отыграть пять матчболов и в итоге выиграть у Иржи Легечки из Чехии. Но затем он проиграл свой третий финал подряд россиянину Даниилу Медведеву. 
В мае выиграл «челленджер» в Экс-ан-Провансе на грунте, обыграв в финале 17-ю ракетку мира Томми Пола (2-6, 6-1, 6-2). На Открытом чемпионате Франции не выступал. В июне выиграл «челленджер» на траве в Сербитоне, а затем ещё один в Ноттингеме. На Уимблдоне во втором круге в упорнейшем матче уступил пятой ракетке мира Стефаносу Циципасу со счётом 6-7(3), 7-6(2), 6-4, 6-7(3), 4-6.
На Открытом чемпионате США проиграл во втором круге 19-й ракетке мира Григору Димитрову — 3-6, 4-6, 1-6. В сентябре он последний раз сыграл в Кубке Дэвиса, выиграв у швейцарца Леандро Риеди. Всего за Великобританию в Кубке Дэвиса он сыграл за карьеру 52 матча (из них 36 в одиночном разряде) и выиграл 42 раза (33 в одиночном). В целом осенью Маррей выступал неудачно, выиграв всего 3 матча при 5 поражениях. Завершил год на 42-м месте в рейтинге.
2024 год
В середине января на Открытом чемпионате Австралии Маррей в первом круге проиграл аргентинцу Томасу Мартину Этчеверри. После 4 поражений на старте сезона смог выиграть первый матч в 2024 году в феврале на турнире ATP 250 в Дохе у Александра Мюллера. Во втором круге на трёх тай-брейках уступил 18-летнему чеху Якубу Меншику. В марте дошёл до третьего круга на Мастерсе в Майами.
23 июля 2024 года Маррей объявил о завершении карьеры и что последним турниром для него станет Олимпиада в Париже. Он сыграл в парном рязряде, где его партнёром стал Дэниел Эванс. Британская пара дошла до четвертьфинала и 1 августа Маррей на Олимпийских играх в Париже провёл последний матч на профессиональном уровне в карьере.
«Да, я горжусь своей карьерой. Я очень, очень много работал, чтобы добиться этих результатов и выиграть "Шлемы" в очень непростую эпоху. Да, я горжусь. Я хорошо потрудился. И то, как износилось моё тело, это подтверждает. Я много тренировался и, конечно, выкладывался в матчах. А теперь я жду отдыха».

## Выступления на турнирах
- Победитель 3 турниров Большого шлема в одиночном разряде (Открытый чемпионат США-2012, Уимблдон-2013, Уимблдон-2016).
- 1-я ракетка мира в одиночном разряде.
- Победитель мужского одиночного турнира в рамках Олимпийских игр (2012, 2016).
- Обладатель Кубка Дэвиса (2015).
- Победитель 49 турниров ATP (из них 46 в одиночном разряде).
- Победитель 1 юниорского турнира Большого шлема в одиночном разряде (Открытый чемпионат США-2004).
- Экс-2-я ракетка мира в юниорском рейтинге.

## Награды
- Офицер ордена Британской империи (2012 год).
- Рыцарь-бакалавр (2016 год).
- Орден «За заслуги» III степени (4 ноября 2022 года, Украина) — за весомый личный вклад в укрепление межгосударственного сотрудничества, поддержку государственного суверенитета и территориальной целостности Украины, популяризацию Украинского государства в мире[29].